# Шокшата
Шокшата — деревня в Советском районе Кировской области в составе Колянурского сельского поселения. 

## География
Находится на расстоянии примерно 29 километров по прямой на юг от районного центра города Советск.

## История
Известна с 1873 года как выселок Шикичата, в которой отмечено дворов 13 и жителей 72, в 1905 (починок Шокшата) 8 и 59, в 1926 (уже деревня Шокшата) 15 и 78, в 1950 13 и 34. В 1989 году проживало 5 жителей.

## Население
Постоянное население составляло 4 человека (русские 100%) в 2002 году, 1 в 2010.